# Cruger (Missisipi)
Cruger – miasto w Stanach Zjednoczonych, w stanie Missisipi, w hrabstwie Holmes.